# 이안 (아파트 브랜드)
이안(영어: Iaan)은 대우산업개발이 만든 아파트 전문 브랜드이다.

## 엑소디움

### 브랜드 개발 컨셉
엑소디움(EXORDIUM)은 세계 최고의 주거공간을 창조하고자 하는 철학이 반영된 주상복합 브랜드로 '세상을 이끌어가는 리더에게 부합하는 최고 수준의 라이프스타일을 제공한다'는 새로운 가치를 추구한다.

### 브랜드의 의미
- 사전적 의미 : 사물의 처음, 근원
- 건축학적 의미 : 바다와 숲, 하늘이 교차되는 곳, 세상의 끝과 세상의 앞을 하나로 이어가는 앞선 사람들의 Creative Space

### 브랜드 로고
'엑소디움 (EXORDIUM)' 브랜드의 엠블렘은 동물의 왕을 대표하는 사자 두 마리가 왕관을 쓰고 '엑소디움' 을 상징하는 'E' 자를 떠 받들고 있는 형상이다.

## 단지 현황

### 부산광역시

#### 남구
| 단지 이름       | 소재지                 | 세대 | 입주       | 난방 방식 |
| --------------- | ---------------------- | ---- | ---------- | --------- |
| 이안 오션파크 W | 부산광역시 남구 우암동 | 155  | 2022년 4월 |           |

#### 동래구
| 단지 이름            | 소재지                   | 세대 | 입주       | 난방 방식 |
| -------------------- | ------------------------ | ---- | ---------- | --------- |
| 이안 동래 센트럴시티 | 부산광역시 동래구 온천동 | 544  | 2023년 9월 |           |

### 울산광역시

#### 중구
| 단지 이름               | 소재지                 | 세대    | 입주       | 난방 방식          |
| ----------------------- | ---------------------- | ------- | ---------- | ------------------ |
| 울산 이안 엑소디움 타워 | 울산광역시 중구 옥교동 | 420세대 | 2010년 3월 | 개별난방, 도시가스 |

## 같이 보기
- 아파트